# Fliegerhorst Zwischenahn

i7
i11
i13
Der Fliegerhorst Zwischenahn war ein zunächst zivil und später militärisch genutzter Flugplatz im Ortsteil Rostrup der niedersächsischen Gemeinde Bad Zwischenahn. Er befand sich direkt am Zwischenahner Meer und wurde von 1937 bis zum Ende des Zweiten Weltkrieges im Jahr 1945 genutzt.

## Geschichte

### 1937 bis 1939: Gründung und zivile Nutzung
Der Fliegerhorst Zwischenahn wurde am 1. Oktober 1937 offiziell als Seeflugstützpunkt Zwischenahn in Dienst gestellt und war zu Lande zunächst nur mit einer Grasstartbahn ausgerüstet. Er diente anfangs nur dem Luftdienstverband 1 des Reichsluftfahrtministeriums als Basisstation, der bisher auf Norderney stationiert war. Dieser zivile Verband flog unter anderem Zieldarstellungen mit Schleppscheiben für Flak-Einheiten oder Flugzeuge der Luftwaffe über der Nordsee. Im Sommer 1939 erhielt der Verband den Auftrag, die Heinkel He 59 auf ihre Tauglichkeit für den Seenotdienst in der Nordsee zu testen. Nachdem diese Tests erfolgreich verliefen, wurden drei dieser Maschinen mit dem notwendigen Flug- und Sanitätspersonal zur Seenotstaffel 1 zusammengefasst, die am 14. August 1939 auf den Seefliegerhorst Norderney verlegt wurde und die Keimzelle des deutschen Fluggestützten Seenotrettungsdienstes bildete.

### 1939 bis 1945: Übernahme durch die Luftwaffe und Zweiter Weltkrieg
Kurz vor Beginn des Zweiten Weltkriegs wurde der Flugplatz 1939 von der Luftwaffe der Wehrmacht übernommen und in Seefliegerhorst Zwischenahn umbenannt. Um die Landung von größeren und schwereren Flugzeugen zu ermöglichen, mussten die Landebahnen verlängert werden, was eine Erweiterung des Flugplatzgeländes notwendig machte. Bis 1940 erfolgte dann der Ausbau des Fliegerhorstes nach Nordwesten. Anstelle der Grasstartbahn wurden drei sich schneidende asphaltierte Startbahnen in Dreiecksform errichtet, womit der Flugplatz zu den modernsten Anlagen seiner Zeit gehörte. Gleichzeitig erfolgte der Anschluss des Flugplatzgeländes an die Bahnstrecke Oldenburg–Leer. Weiter südlich wurde abschließend noch der Einsatzhafen für Wasserflugzeuge errichtet, der nicht mehr auf das bisherige Flugplatzgelände passte.
Im Winter 1940/41 wurde die Wettererkundungsstaffel 1 der Luftwaffe vom nahegelegenen Fliegerhorst Oldenburg nach Rostrup verlegt, da die von der Staffel eingesetzten Maschinen vom Typ Heinkel He 111 mit ihren schweren Zusatztanks Probleme beim Start von den noch unbefestigten Startbahnen in Oldenburg hatten. Bis zum Ende des Zweiten Weltkrieges flog die Staffel von Rostrup aus ihre Einsätze bis nach Färöer und Island. Vom Sommer 1943 bis Oktober 1944 wurde zusätzlich das Erprobungskommando 16, das unter anderem den neuartigen Raketenjäger Messerschmitt Me 163 testen sollte, von Peenemünde auf den Fliegerhorst verlegt. Nach dem Abzug des Erprobungskommandos 16 im Oktober 1944 wurden eine Staffel sowie der Geschwaderstab des Kampfgeschwaders 53 nach Rostrup verlegt. Dieses verfügte über speziell umgerüstete He 111, mit denen die als V1 bekannt gewordenen Marschflugkörper Fieseler Fi 103 über der Nordsee aus der Luft auf England abgeschossen werden konnten. Diese Einsätze wurden am 14. Januar 1945 aufgrund Kraftstoffmangels eingestellt und bis zum Ende des Krieges startete nur noch die Wettererkundungsstaffel 1 ihre Flüge von Zwischenahn aus.
Der Flugplatz wurde insgesamt viermal von Bomberverbänden der US-Luftwaffe angegriffen. Bei zwei Angriffen im Frühjahr und Sommer 1944 entstanden zwar erhebliche Schäden, der zweite führte sogar zum Totalverlust des Munitionslagers im Norden des Flugplatzes, aber der Fliegerhorst blieb einsatzfähig. Zwei weitere Angriffe im März 1945 verursachten dann so schwere Schäden am Flugplatz und den Startbahnen, dass der Fliegerhorst praktisch nutzlos war. Im April des Jahres rückten dann kanadische Truppen von Edewechterdamm aus auf Bad Zwischenahn und den Fliegerhorst in Rostrup vor, der bis zu seiner Einnahme am 1. Mai von Fallschirmjägern der Wehrmacht verteidigt wurde.

### 1945 bis 2008: Lazarett der Royal Air Force und Bundeswehrkrankenhaus
Das Ende des Zweiten Weltkrieges war gleichzeitig das Ende des Fliegerhorstes Bad Zwischenahn. Die Fluganlagen wurden von den Besatzungstruppen gesprengt, ebenso zwei der drei Startbahnen. Die Trümmer wurden unter anderem zum Straßenbau verwendet. Nur die dritte, parallel zum Zwischenahner Meer verlaufende Startbahn und eine Halle blieben erhalten und wurden bis 1946 von der kanadischen Luftwaffe als Behelfsflugplatz verwendet.
1951 übernahm die Royal Air Force den ehemaligen Fliegerhorst von den kanadischen Truppen und errichtete von 1952 bis 1954 auf dem Gelände direkt am Zwischenahner Meer das RAF-Hospital Rostrup mit 150 Betten. In unmittelbarer Nähe entstanden mehrere bis heute existierende Häuser als Quartier für Offiziere und Unteroffiziere. 1958 zogen die britischen Truppen ab und übergaben die Einrichtung am 22. September offiziell an die Bundeswehr, die dann am 18. Juni 1958 das ehemalige Lazarett der Royal Air Force als Bundeswehrlazarett Bad Zwischenahn mit zunächst 100 Betten in Dienst stellten. Am 1. Oktober 1970 erfolgte die Umbenennung in Bundeswehrkrankenhaus Bad Zwischenahn, gleichzeitig wurde es für Zivilpatienten geöffnet. Am 1. Juni 2008 endete dann mit der Verlegung des Bundeswehrkrankenhauses nach Westerstede nach mehr als 70 Jahren die militärische Nutzung des Areals.

## Heutige Nutzung
Vom ehemaligen Fliegerhorst ist inzwischen außer Teilen der betonierten Platzringstraße und einigen verstreuten Gebäuden so gut wie nichts mehr erhalten. Der größte Teil des Geländes befindet sich heute in Privatbesitz und ist somit nicht öffentlich zugänglich. Militärisches Sperrgebiet gibt es in Rostrup heute aber nicht mehr. Die Siedlungen, die während des Flugplatzbaus und später von den Briten errichtet wurden, bilden den Kern des heutigen Rostruper Siedlungsgebietes und veränderten den einst dörflichen Charakter Rostrups grundlegend.
Im äußersten südlichen Bereich des ehemaligen Geländes befinden sich heute die Berufsbildenden Schulen Ammerland und das Ausbildungscentrum der Bauindustrie sowie die von den Briten im Zuge des Lazarett-Baus errichtete Wohnsiedlung. In unmittelbarer Nachbarschaft wurde 2002 die erste niedersächsische Landesgartenschau ausgerichtet, aus der dann der Park der Gärten hervorging. Die Rampe im ehemaligen Einsatzhafen für Wasserflugzeuge dient heute der DLRG als Stützpunkt am Zwischenahner Meer.
Im äußersten Norden betreibt der Luftsportverein Oldenburg/Bad Zwischenahn seit 1966 das Segelfluggelände Bad Zwischenahn-Rostrup mit einer Grasstartbahn, die sich etwas abseits der ehemaligen Startbahnen des Fliegerhorstes befindet. Südlich davon unterhält der Golfclub am Meer seit Mai 2000 einen 18-Loch-Golfplatz, der den überwiegenden Teil des Geländes in Anspruch nimmt und seinerseits wieder an den Park der Gärten grenzt.
Auf der restlichen, direkt am Zwischenahner Meer liegenden Fläche befinden sich derzeit noch die Gebäude des ehemaligen Bundeswehrkrankenhauses. Das Gelände wurde von der Bundesanstalt für Immobilienaufgaben am 16. August 2012 an private Investoren verkauft, die dort eine Hotelanlage planen.

## Filme
- Das Kraftei. Raketenjäger Me 163 Komet. (D 2004, Regie: Volker Schröder. Produktion: meeresblau-medien, Bad Zwischenahn).